# American Sweatshop
American Sweatshop ist ein Mystery- und Psychothriller und das Spielfilmdebüt der deutschen Kamerafrau und Regisseurin Uta Briesewitz. Der Film mit Lili Reinhart in der Hauptrolle als Content-Moderatorin, die bei ihrer Arbeit in die Abgründe der sozialen Medien blickt, feierte im März 2025 beim South by Southwest Film Festival seine Premiere und soll Mitte September 2025 in die US-Kinos kommen.

## Handlung
Daisy Moriarty arbeitet in den USA als Content-Moderatorin. Ihr Job ist das Löschen von hasserfüllten, sexuellen und gewalttätigen Inhalten aus sozialen Medien. Bei dieser psychisch belastenden Arbeit starrt sie ganztags auf einen Computerbildschirm, während ein gemeldeter Beitrag nach dem anderen vor ihren Augen erscheint. Sie muss sich viele Videos ansehen und bei jedem einzeln entscheiden, ob es online bleiben soll oder nicht. Umgeben ist sie von einigen Kollegen, darunter ihre Freundin Ava. Nach Feierabend zieht sich Daisy meist allein in ihrer Wohnung zurück, raucht Gras und ist auf Tinder unterwegs.
Eines Tages wird sie beim Anschauen eines besonders brutalen Videos bewusstlos. In diesem kommen ein Hammer, ein Nagel und eine Frau vor, der Gewalt angetan wird. Ihr Chef denkt, der Inhalt des Videos sei gefakt, doch Daisy ist davon überzeugt, dass die Gewalt gegen die Frau echt ist. Sie kann das Gesehene nicht vergessen und beschließt mehr zu tun, als nur das Video zu entfernen.
Daisy spricht bei dem Unternehmen, das das Video produziert hat, als „Model“ vor, um den Leuten näher zu kommen, die es gemacht haben.

## Produktion
„Wir wollten in diesem Film, der ein sehr dunkles Thema hat, die Leute nicht ins Kino schicken und sie dann traumatisiert wieder herauskommen sehen. Deshalb überlassen wir viel der Fantasie des Zuschauers und geben nur Andeutungen, wohin sich das Ganze entwickelt.“

Regie führte Uta Briesewitz. Es handelt sich bei American Sweatshop um das Regiedebüt der in den USA lebenden deutschen Kamerafrau und Regisseurin bei einem Spielfilm. Briesewitz wusste zwar, dass Videos und alles, was auf sozialen Plattformen gepostet wird, markiert oder gemeldet werden kann, und auch, dass sich diese jemand anschauen muss, jedoch wusste sie nicht, wie das technisch genau aussieht. Das Drehbuch schrieb Matthew Nemeth.
Die US-Amerikanerin Lili Reinhart spielt Daisy Moriarty und Daniela Melchior ihre Arbeitskollegin und Freundin Ava. Die deutsche Schauspielerin Sonja Joanne Geller ist als das Mädchen im Video zu sehen. Weitere Rollen wurden mit den Briten Joel Fry und Jeremy Ang Jones und der deutschen Schauspielerin Christiane Paul besetzt, die Daisys Kollegen Bob und Paul Hui und ihre Chefin spielen. Das Casting übernahm Kelly Knox.
Der Film erhielt Förderungen vom Deutschen Filmförderfonds in Höhe von 487.361 Euro und von der Film- und Medienstiftung NRW in Höhe von 400.000 Euro.
Die Aufnahmen entstanden an 22 Drehtagen in Köln und Bonn. Der deutsche Kameramann Jörg Widmer war zuletzt für Filme wie Carmen von Benjamin Millepied, Wald von Elisabeth Scharang und Ein Fest fürs Leben von Richard Huber tätig.
Die Filmmusik komponierte Michael Andrews, der in der Vergangenheit für Filme wie The TV Set und Walk Hard: Die Dewey Cox Story tätig war, bei denen die Regisseurin Kamerafrau war.
Die Premiere des Films fand am 8. März 2025 beim South by Southwest Film Festival statt. Ende Juni, Anfang Juli 2025 erfolgten Vorstellungen beim Filmfest München. Ende Juli 2025 wurde der erste Trailer vorgestellt. Der US-Kinostart ist am 19. September 2025 geplant. Den Vertrieb in Deutschland übernimmt Plaion Pictures.

## Auszeichnungen
Filmfest München 2025
- Nominierung im Wettbewerb CineCoPro[7]